# سیارک ۸۹۶۷
سیارک ۸۹۶۷ (به انگلیسی: 8967 Calandra، نامگذاری:4878T-1) هشت هزار و نهصد و شصت و هفتمین سیارک کشف شده است که در ۱۳ مه ۱۹۷۱ کشف شد.
قدر مطلق سیارک برابر ۱۲٫۶۰ است.